# Phrynocerus testudiniceps
Phrynocerus testudiniceps är en groddjursart som beskrevs av Cope 1862. Phrynocerus testudiniceps ingår i släktet Phrynocerus, ordningen stjärtlösa groddjur, klassen groddjur, fylumet ryggsträngsdjur och riket djur. Inga underarter finns listade i Catalogue of Life.